# Heather Hogan
Pour les articles homonymes, voir Hogan.
Heather Hogan, née le 10 octobre 1985 à Long Beach en Californie, est une actrice américaine qui prête régulièrement sa voix à des personnages fictifs.

## Filmographie
- NieR Replicant ver.1.22474487139... (2021) (jeu vidéo) (voix: version Anglaise): Yonah
- SoulCalibur VI (2018) (jeu vidéo) (voix: version Anglaise)
- SoulCalibur Lost Swords (2014) (jeu vidéo) (voix: version Anglaise)
- SoulCalibur V (2012)  (jeu vidéo) (voix: version Anglaise): Viola
- SoulCalibur: Broken Destiny (2009) (jeu vidéo) (voix: version Anglaise) : Amy Sorel
- Extreme Movie (2008) : Kat
- Teiruzu obu Shinfuonia: Ratatosuku no Kishi (2008) (jeu vidéo) (voix: version Anglaise) : Colette Brunel
- Petites Diablesses (Legacy) (2008) : Marilyn
- SoulCalibur IV (2008) (jeu vidéo) (voix: version Anglaise) : Amy Sorel
- La Légende des super-héros (2006-2008) (voix) : Phantom Girl
- Subarashiki kono sekai (2007) (jeu vidéo) (voix: version Anglaise) : Shiki Misaki
- Look (2007) : Holly
- Thrillville (2006) (jeu vidéo) (voix) : Teen Female 1
- South of Nowhere (2006) TV : Zoe
- Xenosaga Episode III: Also sprach Zarathustra (2006) (jeu vidéo) (voix: version Anglaise) : Miyuki Itsumi
- Rogue Galaxy (2005) (jeu vidéo) (voix: version Anglaise) : MIO / Chie
- Xenosaga Episode II: Jenseits von Gut und Böse (2004) (jeu vidéo) (voix: version Anglaise) : Miyuki Itsumi
- Tales of Symphonia (2003) (jeu vidéo) (voix: version Anglaise) : Colette Brunel
- Touche pas à mes filles (8 Simple Rules for Dating My Teenage Daughter) (2002-2003) TV : Heather / Leifer
- Le Petit Dinosaure : Voyage au pays des brumes (1996) (voix) : Ducky
- Le Petit Dinosaure : La Source miraculeuse (1995) (voix) : Ducky
- Le Petit Dinosaure : Petit-Pied et son nouvel ami (1994) (voix) : Ducky